# Astartea affinis
Astartea affinis là một loài thực vật có hoa trong Họ Đào kim nương. Loài này được (Endl.) Rye mô tả khoa học đầu tiên năm 2006.